# James Ennis III
James Alfred Ennis III, né le 1er juillet 1990 à Ventura en Californie, est un joueur américain de basket-ball. Il évolue au poste d'ailier.

## Biographie

### Carrière universitaire
Entre 2011 et 2013, il joue pour les 49ers de Long Beach State à l'université d'État de Californie à Long Beach.

### Carrière professionnelle

#### Heat de Miami (2013-nov. 2015)
Le 27 juin 2013, il est sélectionné à la 50e position de la draft 2013 de la NBA par les Hawks d'Atlanta. Le lendemain, ses droits sont transférés au Heat de Miami en échange d'un second tour de draft 2017.
Le 25 juin 2014, il signe un contrat avec le Heat.

#### Grizzlies de Memphis (nov. 2015-mars 2016)
Le 10 novembre 2015, il est transféré aux Grizzlies de Memphis, avec Mario Chalmers en échange de Jarnell Stokes, Beno Udrih et une somme s'argent.
Entre le 4 décembre 2015 et le 17 février 2016, il est envoyé plusieurs fois en G-League chez les Wolves de l'Iowa.
Le 2 mars 2016, les Grizzlies se séparent d'Ennis.

#### Pelicans de La Nouvelle-Orléans (mars - juil. 2016)
Le 30 mars 2016, il signe un contrat avec les Pelicans de La Nouvelle-Orléans.
Le 1er juillet 2016, il devient agent libre.

#### Grizzlies de Memphis (juil. 2016 - fév. 2018)
Le 13 juillet 2016, il signe un contrat avec les Grizzlies de Memphis.

#### Pistons de Détroit (fév. - juil. 2018)
Le 8 février 2018, il est transféré, avec un second tour de draft 2022 aux Pistons de Détroit en échange de Brice Johnson.
Le 1er juillet 2018, il devient agent libre.

#### Rockets de Houston (juil. 2018-fév. 2019)
Le 12 juillet 2018, James Ennis s'engage avec les Rockets de Houston pour un contrat de deux ans, avec une option joueur sur la deuxième année, pour 4 millions de dollars. Lors de la Saison NBA 2017-2018, il tournait à 7,1 points et 3,1 rebonds par match en 72 rencontres disputées avec les Grizzlies de Memphis puis les Pistons de Détroit.

#### 76ers de Philadelphie (fév. 2019 - fév. 2020)
Le 7 février 2019, il est envoyé aux 76ers de Philadelphie .
Début juillet 2019, il se réengage avec la franchise des 76ers de Philadelphie pour deux saisons supplémentaires.

#### Magic d'Orlando (fév. 2020-2021)
Le 6 février 2020, il est échangé au Magic d'Orlando.
Il re-signe pour une saison avec le Magic à l'intersaison 2020.

#### Nets de Brooklyn (décembre 2021)
En décembre 2021, il s'engage pour 10 jours en faveur des Nets de Brooklyn. Il joue deux rencontres.

#### Clippers de Los Angeles (décembre 2021-janvier 2022)
Fin décembre 2021, il signe un contrat court avec les Clippers de Los Angeles. Il joue 2 rencontres.

#### Nuggets de Denver (janvier 2022)
Ennis rejoint ensuite, toujours pour un contrat de 10 jours, les Nuggets de Denver.

## Palmarès
- NBL champion (2014)
- All-NBL First Team (2014)
- AP Honorable Mention All-American (2013)
- Big West Player of the Year (2013)
- First-team All-Big West (2013)
- 2x First-team All-WSC (2010, 2011)

## Statistiques

### Universitaires
| Saison    | Équipe           | Matchs | Titul. | Min./m | % Tir | % 3pts | % LF | Rbds/m. | Pass/m. | Int/m. | Ctr/m. | Pts/m. |
| --------- | ---------------- | ------ | ------ | ------ | ----- | ------ | ---- | ------- | ------- | ------ | ------ | ------ |
| 2011-2012 | Long Beach State | 34     | 34     | 29,1   | 49,8  | 35,0   | 71,1 | 4,15    | 2,59    | 1,59   | 0,76   | 10,03  |
| 2012-2013 | Long Beach State | 33     | 32     | 33,1   | 49,1  | 35,7   | 83,4 | 6,70    | 2,12    | 1,76   | 1,30   | 16,52  |
| Carrière  | Carrière         | 67     | 66     | 31,1   | 49,3  | 35,4   | 78,8 | 5,40    | 2,36    | 1,67   | 1,03   | 13,22  |

### Professionnelles
Légende :
gras = ses meilleures performances

#### Saison régulière
| Saison    | Équipe              | Matchs | Titul. | Min./m | % Tir | % 3pts | % LF | Rbds/m. | Pass/m. | Int/m. | Ctr/m. | Pts/m. |
| --------- | ------------------- | ------ | ------ | ------ | ----- | ------ | ---- | ------- | ------- | ------ | ------ | ------ |
| 2014-2015 | Miami               | 62     | 3      | 17,0   | 40,9  | 32,6   | 84,0 | 2,84    | 0,77    | 0,40   | 0,27   | 5,03   |
| 2015-2016 | Miami               | 3      | 0      | 2,5    | 0,0   | 0,0    | 0,0  | 0,0     | 0,33    | 0,00   | 0,00   | 0,00   |
| 2015-2016 | Memphis             | 10     | 0      | 4,0    | 30,8  | 25,0   | 60,0 | 0,70    | 0,20    | 0,40   | 0,20   | 1,60   |
| 2015-2016 | La Nouvelle-Orléans | 9      | 5      | 31,3   | 50,0  | 48,0   | 79,2 | 3,89    | 2,00    | 1,33   | 0,33   | 15,89  |
| 2016-2017 | Memphis             | 64     | 28     | 23,4   | 45,5  | 37,2   | 78,2 | 4,05    | 1,00    | 0,72   | 0,30   | 6,70   |
| 2017-2018 | Memphis             | 45     | 14     | 23,4   | 48,6  | 35,7   | 87,7 | 3,49    | 1,09    | 0,71   | 0,27   | 6,89   |
| 2017-2018 | Détroit             | 27     | 8      | 20,4   | 45,7  | 30,4   | 76,7 | 2,48    | 0,81    | 0,56   | 0,22   | 7,48   |
| 2018-2019 | Houston             | 40     | 25     | 23,7   | 49,3  | 36,7   | 72,4 | 2,92    | 0,68    | 0,95   | 0,40   | 7,35   |
| 2018-2019 | Philadelphie        | 18     | 2      | 15,6   | 41,0  | 30,6   | 69,6 | 3,61    | 0,78    | 0,17   | 0,39   | 5,28   |
| 2019-2020 | Philadelphie        | 49     | 0      | 15,8   | 44,2  | 34,9   | 78,7 | 3,06    | 0,84    | 0,47   | 0,29   | 5,82   |
| 2019-2020 | Orlando             | 20     | 18     | 24,5   | 45,1  | 28,6   | 83,8 | 4,75    | 1,10    | 0,60   | 0,40   | 8,45   |
| 2020-2021 | Orlando             | 41     | 37     | 24,1   | 47,3  | 43,3   | 80,5 | 4,05    | 1,51    | 0,78   | 0,17   | 8,41   |
| Carrière  | Carrière            | 388    | 140    | 20,5   | 45,7  | 36,0   | 79,7 | 3,34    | 0,95    | 0,62   | 0,29   | 6,70   |

Dernière mise à jour le 12 juin 2021.

#### Playoffs
| Saison   | Équipe       | Matchs | Titul. | Min./m | % Tir | % 3pts | % LF | Rbds/m. | Pass/m. | Int/m. | Ctr/m. | Pts/m. |
| -------- | ------------ | ------ | ------ | ------ | ----- | ------ | ---- | ------- | ------- | ------ | ------ | ------ |
| 2017     | Memphis      | 6      | 4      | 26,4   | 42,1  | 31,6   | 85,7 | 4,17    | 1,17    | 0,83   | 0,33   | 8,33   |
| 2019     | Philadelphie | 11     | 0      | 21,1   | 48,4  | 28,1   | 63,2 | 3,82    | 1,09    | 0,36   | 0,27   | 7,55   |
| 2020     | Orlando      | 5      | 5      | 23,8   | 34,3  | 25,0   | 77,8 | 5,80    | 1,20    | 1,00   | 0,40   | 7,00   |
| Carrière | Carrière     | 22     | 9      | 23,2   | 43,1  | 28,4   | 73,8 | 4,36    | 1,14    | 0,64   | 0,32   | 7,64   |

Dernière mise à jour au terme de la saison 2019-2020.

## Records sur une rencontre en NBA
Les records personnels de James Ennis officiellement recensés par la NBA sont les suivants :
| Type de statistique        | Saison régulière | Saison régulière            | Saison régulière | Playoffs | Playoffs               | Playoffs      |
| Type de statistique        | Record           | Adversaire                  | Date             | Record   | Adversaire             | Date          |
| -------------------------- | ---------------- | --------------------------- | ---------------- | -------- | ---------------------- | ------------- |
| Points                     | 29               | Bulls de Chicago            | 11 avril 2016    | 13       | @ Raptors de Toronto   | 29 avril 2019 |
| Paniers marqués            | 11               | @ Timberwolves du Minnesota | 13 avril 2016    | 5        | Nets de Brooklyn       | 23 avril 2019 |
| Paniers tentés             | 20               | 2 fois                      | 2 fois           | 11       | @ Bucks de Milwaukee   | 29 août 2020  |
| Paniers à 3 points réussis | 6                | @ Timberwolves du Minnesota | 13 avril 2016    | 3        | 2 fois                 | 2 fois        |
| Paniers à 3 points tentés  | 11               | @ Timberwolves du Minnesota | 13 avril 2016    | 7        | Raptors de Toronto     | 5 mai 2019    |
| Lancers francs réussis     | 9                | @ Knicks de New York        | 29 novembre 2019 | 5        | @ Spurs de San Antonio | 17 avril 2017 |
| Lancers francs tentés      | 9                | @ Knicks de New York        | 29 novembre 2019 | 6        | @ Spurs de San Antonio | 17 avril 2017 |
| Rebonds offensifs          | 7                | Clippers de Los Angeles     | 4 novembre 2016  | 4        | @ Bucks de Milwaukee   | 20 août 2020  |
| Rebonds défensifs          | 9                | 2 fois                      | 2 fois           | 8        | @ Bucks de Milwaukee   | 18 août 2020  |
| Rebonds totaux             | 12               | 2 fois                      | 2 fois           | 10       | @ Bucks de Milwaukee   | 20 août 2020  |
| Passes décisives           | 6                | @ 76ers de Philadelphie     | 15 avril 2015    | 3        | 2 fois                 | 2 fois        |
| Interceptions              | 4                | 4 fois                      | 4 fois           | 2        | 3 fois                 | 3 fois        |
| Contres                    | 2                | 16 fois                     | 16 fois          | 1        | 7 fois                 | 7 fois        |
| Balles perdues             | 5                | @ Celtics de Boston         | 6 avril 2016     | 4        | 3 fois                 | 3 fois        |
| Minutes jouées             | 48               | @ 76ers de Philadelphie     | 15 avril 2015    | 32       | Spurs de San Antonio   | 22 avril 2017 |

- Double-double : 4
- Triple-double : 0

Dernière mise à jour : 2 octobre 2020